# Rectidigitus traubi
Rectidigitus traubi är en loppart som beskrevs av Holland 1969. Rectidigitus traubi ingår i släktet Rectidigitus och familjen Stivaliidae. Inga underarter finns listade i Catalogue of Life.